# Радиоастрон
«Ра̀диоастро́н» (англ. RadioAstron) — международный космический проект с ведущим российским участием по проведению фундаментальных астрофизических исследований в радиодиапазоне электромагнитного спектра с помощью космического радиотелескопа (КРТ), смонтированного на российском космическом аппарате (КА) «Спектр-Р», в составе наземных сетей РСДБ. Координатор проекта — Астрокосмический центр ФИАН. Проект позволяет получить самое высокое угловое разрешение за всю историю астрономии — 7 микросекунд дуги при базе 340 000 км.
Первый из четырёх аппаратов серии «Спектр» (второй — «Спектр-РГ», третий — «Спектр-УФ» и четвёртый — «Спектр-М»).

## Цель миссии
Главная научная цель миссии — исследование астрономических объектов различных типов с беспрецедентным разрешением до миллионных долей угловой секунды. Разрешение, достигнутое с помощью проекта «Радиоастрон», позволит изучать:
- релятивистские струи, а также непосредственные окрестности сверхмассивных чёрных дыр в активных галактиках,
- строение и динамику областей звездообразования в нашей Галактике по мазерному и мегамазерному излучению;
- нейтронные звёзды и чёрные дыры в нашей Галактике — структуру по измерениям флуктуации функции видности, собственные движения и параллаксы;
- структуру и распределение межзвёздной и межпланетной плазмы по флуктуациям функции видности пульсаров;
- построение высокоточной астрономической координатной системы;
- построение высокоточной модели гравитационного поля Земли.

### Эксперимент «Плазма-Ф»
Помимо аппаратуры для основной миссии, на борту спутника находятся приборы для эксперимента «Плазма-Ф». Прибор весит около 20 кг и может измерять поток солнечного ветра с временны́м разрешением в 30 миллисекунд (это сравнимо с показателями таких спутников, как «ACE» (Advanced Composition Explorer) и «Wind»). Измерения скорости, температуры и концентрации солнечного ветра имеют временно́е разрешение 1,5 секунды.
Задачи научного эксперимента «Плазмы-Ф» — мониторинг межпланетной среды в целях составления прогнозов «космической погоды», исследование турбулентности солнечного ветра и магнитного поля в диапазоне 0,1—30 Гц и исследование процессов ускорения космических частиц. Спутник несколько дней находится вне магнитосферы Земли, что позволяет наблюдать межпланетную среду, а потом очень быстро проходит все слои магнитосферы, благодаря чему можно следить за её изменением.

## Описание
Основу проекта составляет наземно-космический радиоинтерферометр со сверхдлинной базой, состоящий из сети наземных радиотелескопов и космического радиотелескопа (КРТ), установленного на российском космическом аппарате «Спектр-Р». Создатель аппарата «Спектр-Р» — НПО имени Лавочкина, главный конструктор — Владимир Бобышкин.
Суть эксперимента заключается в одновременном наблюдении одного радиоисточника космическим и наземными радиотелескопами. Получаемые на радиотелескопах записи снабжаются метками времени от высокоточных атомных часов, что, вместе с точным знанием положения телескопов, позволяет синхронизировать записи и получить интерференцию сигналов, записанных на разных телескопах. Благодаря этому, работающие независимо телескопы составляют единый интерферометр, угловое разрешение которого определяется расстоянием между телескопами, а не размером антенн (метод РСДБ). КРТ обращается по эллиптической орбите с высотой апогея около 340 тыс. км, сравнимой с расстоянием до Луны, и использует лунную гравитацию для поворота плоскости своей орбиты. Высокое разрешение при наблюдении радиоисточников обеспечивается за счёт большого плеча интерферометра, равного высоте апогея орбиты.
Основные параметры наземно-космического интерферометра проекта «Радиоастрон»:
| Диапазон (λ, см)                                                             | 92    | 18    | 6,2  | 1,2—1,7 |
| Диапазон (ν, ГГц)                                                            | 0,327 | 1,665 | 4,83 | 25—18   |
| Ширина диапазона (Δν, МГц)                                                   | 4     | 32    | 32   | 32      |
| Ширина интерференционного лепестка (мкс дуги) при базе 350 000 км            | 540   | 106   | 37   | 7,1—10  |
| Чувствительность по потоку (σ, мЯн), на Земле антенна EVLA, накопление 300 с | 10    | 1,3   | 1,4  | 3,2     |

Шириной интерференционного лепестка определяется угловое разрешение радиоинтерферометра, то есть, например, на волне 92 см «Радиоастрон» сможет различать два источника радиоизлучения, расположенные на угловом расстоянии порядка 540 мкс и более друг от друга, а на волне 6,2 см — ещё более близкие (37 мкс и более).
Для работы интерферометра требуется знание положения космического аппарата с высокой точностью. Согласно техническому заданию, требуемые точности составляют: несколько сот метров по расстоянию, скорость — не хуже 2 см/с, ускорение — 10−7 м/с². Для обеспечения этих требований используются:
- радиометрические измерения скорости и расстояния с помощью 64-метрового управляющего телескопа в Центре космической связи «Медвежьи озёра», 72-метрового зеркала в Восточном центре дальней космической связи («Уссурийск»);
- доплеровские методы измерения скорости с помощью станций в Пущино и в США;
- лазерная дальнометрия;
- оптические методы определения положения по фоновым звёздам;
- интерометрические методы.

### Космический радиотелескоп
Космический радиотелескоп с приёмной параболической антенной диаметром 10 метров выведен на высокоапогейную орбиту спутника Земли высотой до 350 тыс. км в составе космического аппарата «Спектр-Р». Он является крупнейшим в мире космическим радиотелескопом, что было отмечено в книге рекордов Гиннесса.
В проекте «Радиоастрон» применение радиотелескопа на высокоэллиптической орбите позволяет получить интерферометр с базой, значительно превышающей диаметр Земли. Интерферометр с такой базой позволяет получить информацию о структуре галактических и внегалактических радиоисточников на угловых масштабах порядка 30 микросекунд и даже до 8 микросекунд дуги для самой короткой длины волны проекта (1,35 см) при наблюдениях на максимальной длине базы.

#### Оборудование
Полная масса полезного научного груза — приблизительно 2600 кг. Она включает массу раскрывающейся параболической антенны диаметром 10 м (1500 кг) и массу электронного комплекса, содержащего приёмники, малошумящие усилители, синтезаторы частот, блоки управления, преобразователи сигналов, стандарты частоты, высокоинформативную систему передачи научных данных (около 900 кг). Масса всего спутника, выведенного на орбиту с помощью ракеты-носителя «Зенит-2SБ» с разгонным блоком «Фрегат-2СБ», — около 3850 кг
Полная мощность питания системы составляет 2600 Вт, из которых 1150 Вт используется для научных приборов. Во время нахождения в тени аккумуляторный блок аппарата позволяет работать около двух часов без питания от солнечных батарей.
Антенна
Антенна космического радиотелескопа состоит из 27 лепестков. При выведении на целевую орбиту антенна находилась в сложенном (аналогично зонту) состоянии. После достижения целевой орбиты выполнено механическое раскрытие антенны радиотелескопа. Антенна выполнена из углепластика.
Прототип, 5-метровая антенна, прошла отработку в наземных условиях и подтвердила правильность выбранной конструкции. Затем была изготовлена 10-метровая антенна, испытанная вначале в наземных условиях на полигоне для тестирования и калибровки КРТ-10 в Пущинской радиоастрономической обсерватории.

### Связь
До отказа последнего комплекта приёмника командной радиолинии в январе 2019 года для сеансов двусторонней связи использовались крупнейшие в России антенные комплексы П-2500 (диаметр 70 м) в Восточном центре дальней космической связи и ТНА-1500 (диаметр 64 м) в подмосковном Центре космической связи «Медвежьи озёра». На малых расстояниях до КРТ (до 100 тыс. км) использовалась антенна НС-3,7, расположенная в ЦУП-Л в НПО им. С. А. Лавочкина.
Связь с аппаратом «Спектр-Р» была возможна в двух режимах. Первый режим — двусторонняя связь, включающая передачу команд на борт и приём с него телеметрической информации.
Второй режим связи — сброс радиоинтерферометрических данных через узконаправленную антенну высокоинформативного радиокомплекса (ВИРК). Данные требовалось передавать в реальном времени, так как запоминающее устройство большой ёмкости в состав телескопа не входило. В 2015 году для приёма радиоинтерферометрических данных использовалась станция слежения, созданная на базе 22-метрового радиотелескопа РТ-22 в подмосковном Пущино. Поток информации, собираемой телескопом, составлял 144 мегабита в секунду. Для обеспечения возможности проведения интерферометрических наблюдений во время, когда космический аппарат не виден для станции слежения в Пущино, Роскосмос профинансировал создание дополнительных станций слежения за пределами России: в США и ЮАР. Начиная с августа 2013 года, введена в эксплуатацию станция в Грин-Бэнке (США, штат Западная Вирджиния).

## История
Проект был начат в 1979—1980 годы, при одобрении Леонида Ильича Брежнева, он пережил период застоя и экономический спад 1990-х годов.
Во второй половине 2000-х годов проект был значительно переработан примерно в течение 5 лет.

### Запуск
Запуск КРТ произведён 18 июля 2011 года в 6:31 по московскому времени с 45-й площадки космодрома Байконур ракетой-носителем «Зенит-2SLБ80» с разгонным блоком «Фрегат-СБ».
18 июля 2011 года в 10:06 по московскому времени КА «Спектр-Р» достиг целевой высокоэллиптической орбиты с параметрами:
- перигей — 600 км;
- апогей — 330 тыс. км;
- период обращения — 8,2 суток;
- начальное наклонение — 51,3°.

Утром 22 июля была выдана команда на раскрытие антенны, примерно через 10 минут был получен сигнал о том, что двигатель, отвечающий за раскрытие, прекратил движение. Однако сигнала, подтверждающего раскрытие, не поступило. Было принято решение в ночь с 22 на 23 июля развернуть спутник таким образом, чтобы солнце равномерно прогрело конструкцию привода антенны. Утром была выдана повторная команда на раскрытие телескопа, а затем и на фиксацию лепестков. После этого были получены сигналы, подтверждающие успешную фиксацию каждого из 27 лепестков антенны.
Под действием лунной гравитации плоскость орбиты непрерывно поворачивается, что позволяет обсерватории сканировать пространство по всем направлениям. За планируемое время работы (5 лет) притяжение Луны поднимет апогей радиотелескопа до высоты 390 000 км.
При движении по орбите космический аппарат проходит через радиационные пояса Земли, что увеличивает радиационную нагрузку на его приборы. Срок службы космического аппарата — около 5 лет. Согласно баллистическим расчётам, КРТ будет летать 9 лет, после чего войдет в плотные слои атмосферы и сгорит.
В марте 2012 года была проведена коррекция орбиты, которая обеспечила гравитационно-стабильный режим на ближайшие 10 лет.
На момент своего выхода на орбиту космический радиотелескоп, установленный на борту российского космического аппарата «Спектр-Р», — наиболее удалённый от Земли радиотелескоп.

### Начало работы
После раскрытия зеркала приёмной антенны КРТ потребовалось около трёх месяцев перед началом наблюдений для синхронизации с земными радиотелескопами.
По окончании проверки всех систем аппарата наступил этап научных исследований. На Земле в качестве синхронных радиотелескопов используются два стометровых радиотелескопа в Грин-Бэнк (Западная Виргиния, США) и в Эффельсберге (Германия), а также знаменитая радиообсерватория Аресибо (Пуэрто-Рико).
Наземно-космический интерферометр с такой базой обеспечивает информацию о морфологических характеристиках и координатах галактических и внегалактических радиоисточников с шириной интерференционных лепестков до 8 микросекунд дуги для самой короткой длины волны проекта (1,35 см).
К 5 августа был включен весь комплекс «Плазма-Ф» и получены первые измерения.
27 сентября «Спектр-Р» впервые провёл тестовые наблюдения космического объекта — остатка сверхновой Кассиопея A. Успешно проведены наблюдения методом сканирования по двум ортогональным направлениям в диапазонах 92 и 18 см в двух круговых поляризациях.
29 и 30 октября 2011 года радиотелескопом проведены наблюдения мазера W3(OH) в созвездии Кассиопеи.
14—15 ноября 2011 года успешно проведены одновременные наблюдения в интерферометрическом режиме на КРТ «Спектр-Р», трёх российских радиотелескопах, образующих радиоинтерферометрическую сеть «Квазар» (РТ-32 «Светлое», РТ-32 «Зеленчукская», РТ-32 «Бадары») и украинским радиотелескопом РТ-70 «Евпатория». Целью наблюдения были пульсар PSR B0531+21 в Крабовидной туманности, квазары 0016+731 и 0212+735 (для изучения квазара 0212+735 дополнительно был задействован немецкий 100-метровый радиотелескоп в Эффельсберге), а также источники мазерного излучения W3(OH).
В месяц проводится около 100 научных экспериментов.
Общие расходы на программу «Радиоастрон» очень велики[сколько?], поэтому для составления научной программы был образован международный комитет; заявка на наблюдательное время может быть подана любым учёным, комитет выбирает заявки с наиболее сильным научным уровнем, предлагающие наиболее интересные научные идеи.
В июле 2016 года начался четвёртый год открытой программы наблюдений, для реализации в этот период были отобраны 11 проектов:

Лидерами заявок, принятых к реализации, являются три представителя России, два — Голландии и по одному из Испании, Японии, ЮАР и США. Соавторы заявок представляют 19 стран мира в количестве примерно 155 человек. Наибольшее количество соавторов заявок — из России, следом идут США, Германия, Испания, Нидерланды, Австралия, Италия и другие.
— Пресс-релиз Физического института им. Лебедева РАН

### Потеря связи
С 10 января 2019 года связь со спутником потеряна; при этом гарантийный срок спутника истёк ещё в 2014 году (изначально работу «Спектр-Р» планировалось завершить в 2016 году, но её продлили до конца 2019 года). 12 января стало известно, что радиотелескоп на КА «Спектр-Р» перестал работать на приём командных данных, но при этом продолжает отправлять информацию на Землю. Научный руководитель проекта, член-корреспондент Российской академии наук Юрий Ковалёв пояснил, что «Спектр-Р» работает только по командам с Земли: перед каждым сеансом на борт закладывается программа наблюдений и посылается сигнал на включение приёмо-передающей антенны; сейчас такая команда не проходит на борт аппарата, который переведён в «домашнее положение», в этом состоянии солнечные батареи продолжают подавать питание, но другие части спутника уже не подвержены воздействию солнечного излучения и охлаждаются. Надежда на восстановление связи по-прежнему остается, проводятся сеансы связи в попытке наладить ситуацию, но если с КА не удастся восстановить связь и начать передавать управляющие команды, то эксплуатация спутника и телескопа будет завершена. По косвенным признакам «Спектр-Р» полностью работоспособен, за исключением радиоаппаратуры, принимающей команды с Земли; в текущем состоянии он сможет существовать до сентября 2019, благодаря программе аварийной ориентации, действующей при отсутствии внешних команд. Последний сигнал от «Спектра-Р» был получен 5 февраля. 
15 февраля на заседании госкомиссии Роскосмоса было принято решение о передаче аппарата под контроль изготовителю — НПО имени Лавочкина — для дальнейших работ по установлению связи со спутником. Работы были запланированы на период до 15 мая, после чего было принято решение о дальнейшей судьбе «Спектр-Р».
30 мая 2019 года состоялось заседание Государственной комиссии по рассмотрению хода лётных испытаний «Спектр-Р». Государственная комиссия заслушала доклады представителей ракетно-космической отрасли и научного сообщества и приняла решение о завершении проекта «Спектр-Р».

## Научные результаты
За первый год работы (на 18 июля 2012) на наземно-космическом интерферометре проекта «Радиоастрон», состоящем из КРТ и наземных телескопов, проведены наблюдения 29 активных ядер галактик, 9 пульсаров (нейтронных звёзд), 6 источников мазерных линий в районах образования звёзд и планетных систем.
На 9 октября 2012 международной группой исследователей ядер активных галактик получено первое изображение быстропеременной активной галактики 0716+714 на длине волны 6,2 см по результатам наблюдений наземно-космического интерферометра проекта «Радиоастрон» совместно с Европейской сетью РСДБ.
Один из основных изучаемых типов объектов — это квазары. С помощью проекта «Радиоастрон» удалось измерить ширину начала релятивистской струи. Она оказалась равной примерно 1 св. году, эта информация активно используется для проработки моделей формирования подобных струй.
Другим результатом стало измерение яркости релятивистских струй квазаров. Наземные радиотелескопы ограничены некоторой величиной яркости и не позволяют определить, равна ли реальная яркость ей или больше. Данные, полученные по более чем 60 квазарам, позволили установить, что яркость этих струй значительно превышает предыдущие представления. Это требует серьёзной перестройки существующих моделей устройства квазаров. Ранее считалось, что в струях излучают в основном релятивистские электроны. Эта модель не позволяет получить наблюдаемой яркости. Одной из новых моделей может стать модель струи, состоящей из разогнанных до релятивистских скоростей протонов, но тогда встаёт вопрос о механизме ускорения протонов до столь высоких энергий. Возможно, эта проблема имеет отношение к проблеме источника высокоэнергетичных космических лучей.
Наблюдение спектра пульсаров вместо ожидаемой достаточно гладкой картины дало ряд мелких пиков. Это требует переработки теории межзвёздной среды. Одним из объяснений могут стать компактные зоны турбулентности, приводящие к искажению проходящего сквозь них электромагнитного излучения.
При наблюдениях водяного мегамазера в галактике M 106 в диапазоне 1,3 МГц с базовой линией 340 тыс. км (совместно с наземным радиотелескопом в Медичине, Италия) достигнут абсолютный рекорд углового разрешения в астрономии — 8 микросекунд дуги (примерно под таким углом, при наблюдении с Земли, будет видна рублевая монета, лежащая на поверхности Луны).
Обнаружено сильное рассеяние радиоизлучения межзвёздной плазмой.

## Аналогичные проекты
В 1979 году на станции «Салют-6» была создана радиообсерватория с первым космическим радиотелескопом КРТ-10.
В 1997 году JAXA (Японское агентство аэрокосмических исследований) запустило радиотелескоп HALCA диаметром 8 метров на орбиту примерно в 10 раз более низкую, чем орбита «Спектр-Р». Аппарат успешно проработал до 2005 года.
Китай имеет планы по запуску двух космических аппаратов, аналогичных «Спектру-Р», при этом активно используются наработки российского проекта.